# Microcephalops ravilateralis
Microcephalops ravilateralis är en tvåvingeart som först beskrevs av Hardy 1965.  Microcephalops ravilateralis ingår i släktet Microcephalops och familjen ögonflugor. Inga underarter finns listade i Catalogue of Life.